# Amance (Meurthe-et-Moselle)
Amance ist eine französische Gemeinde mit 361 Einwohnern (Stand 1. Januar 2022) im Département Meurthe-et-Moselle in der Region Grand Est (bis 2015 Lothringen). Sie gehört zum Arrondissement Nancy und zum Kanton Grand Couronné.

## Geographie
Die Gemeinde Amance liegt auf einem Bergsporn des 407 m hohen Grand Mont, etwa zehn Kilometer nordöstlich des Stadtzentrums von Nancy. Die östliche Hälfte des Gemeindegebietes ist bewaldet und Teil des Forêt d’Amance. Zur Gemeinde gehört der Weiler Fleurfontaine (Château mit Hof) sowie ein Gebäudekomplex des INRA.
Nachbargemeinden von Amance sind Bouxières-aux-Chênes im Westen und Norden, Bey-sur-Seille (Berührungspunkt) und Brin-sur-Seille im Nordosten, Mazerulles im Osten, Champenoux im Südosten, Laneuvelotte im Süden sowie Laître-sous-Amance im Südwesten.

## Geschichte
Amance war von 1790 bis 1801 Hauptort eines Kantons.  Von 1895 bis 1936 wurde dort in einem Untertage-Bergwerk Eisenerz abgebaut, das mit der Feldbahn Amance–Piroué zum Bahnhof Eulmont-Agincourt transportiert wurde.
| Jahr      | 1962 | 1968 | 1975 | 1982 | 1990 | 1999 | 2009 | 2019 |
| Einwohner | 336  | 304  | 319  | 329  | 312  | 296  | 333  | 350  |

## Sehenswürdigkeiten

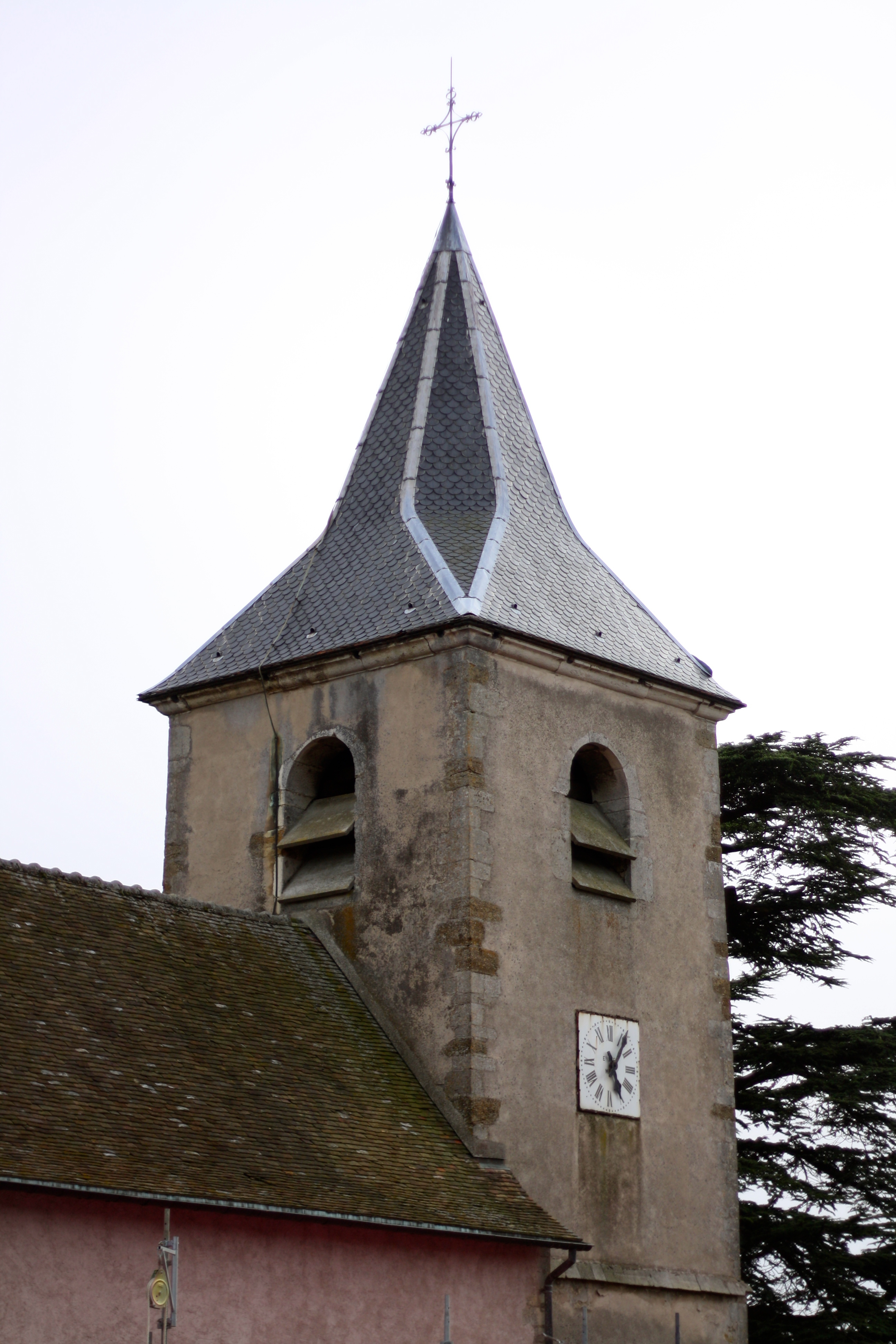
Turm der Kirche Saint-Jean-Baptiste

- Kirche Saint-Jean-Baptiste, Monument historique[1]